# دهستان کاریزان
 کاریزان ، دهستانی است از توابع بخش نصرآباد و در شهرستان تربت جام استان خراسان رضوی ایران.
جمعیت این دهستان بر اساس سرشماری سال ۱۳۸۵ جمعیت آن (۴٬۴۴۴خانوار) ۱۹٬۱۸۲نفر
بوده‌است.